# Bishop Perry Tillis
"Bishop" Joe Perry Tillis (* 29. Juli 1919 in Elba, Alabama; † 3. November 2004) war ein US-amerikanischer Bluesmusiker. Er spielte zusammen mit bekannten Bluesmusikern wie Muddy Waters, John Lee Hooker und Blind Willie Johnson.
Schon in jungen Jahren kam Bishop mit Blues in Kontakt. Im Alter von 14 Jahren lernte er sein erstes Instrument zu spielen, die Ukulele. Nachdem er monatelang auf eine Akustikgitarre gespart hatte, zog er bald als Straßenmusiker durch die Straßen, während er weiterhin als Landarbeiter auf einer Baumwollplantage arbeitete. Irgendwann stellte er fest, dass Country Blues spielen besser bezahlt wurde. Tillis reiste als Bluesman quer durch die USA, zunächst per Anhalter oder auf Güterzügen. Der Grund, warum er nie von dem weitgehend weißen Publikum anerkannt wurde war, dass er sich weigerte, Platten aufzunehmen.
Er arbeitete seit den 1940er-Jahren für einen regionalen Transportdienst. Jedoch musste er diese Stelle infolge seiner Blindheit 1954 aufgeben. Er konzentrierte sich wieder auf den Blues und heuerte einen Nachbarn an, der ihn durch das Land fuhr. Ende der 1960er-Jahre erfuhr Bishop eine religiöse Bekehrung und trat dem Gospelchor der Kirche Our Saviour Jesus Holiness Pentecostal Church in Samson, Alabama bei.
Am 3. November 2004 starb Tillis im Alter von 85 Jahren.

## Diskografie
- 2006: Too Close
- 2009: In Times Like These…